# A múlt árnyéka
A múlt árnyéka (eredeti címén La sombra del pasado) 2014 és 2015 között vetített mexikói telenovella, amelyet Cuauhtémoc Blanco alkotott. A főbb szerepekben: Michelle Renaud, Pablo Lyle, Alejandra Barros, Alexis Ayala és Thelma Madrigal látható.
Mexikóban a Canal de las Estrellas 2014. november 14-én, Magyarországon a Story5 2015. július 22-én mutatta be.

## Szereplők
| Színész             | Szereplő                                       | Magyar hang                                     |
| ------------------- | ---------------------------------------------- | ----------------------------------------------- |
| Michelle Renaud     | Aldonza Alcocer Lozada de Mendoza              | Bogdányi Titanilla                              |
| Pablo Lyle          | Cristóbal Mendoza Rivero                       | Czető Roland                                    |
| Alejandra Barros    | Candela Rivero de Mendoza                      | F. Nagy Erika                                   |
| Alexis Ayala        | Severiano Mendoza                              | Koncz István                                    |
| Susana González     | Roberta Lozada de Alcocer                      | Dögei Éva (1. hang) Farkasinszky Edit (2. hang) |
| Thelma Madrigal     | Valeria Zapata Nava                            | Lamboni Anna                                    |
| Cynthia Klitbo      | Prudencia Nava de Zapata                       | Andresz Kati                                    |
| Alfredo Adame       | Jerónimo Alcocer atya                          | Jantyik Csaba                                   |
| Lisset              | Adelina Lozada                                 | Szórádi Erika                                   |
| Sachi Tamashiro     | Dolores "Lola" Olegario                        | Makay Andrea                                    |
| Alex Sirvent        | Emmanuel Zapata Nava / Emmanuel Mendoza Lozada | Gacsal Ádám                                     |
| Luis Xavier         | Humberto Zapata                                | Papucsek Vilmos                                 |
| Manuel Ibáñez       | Melesio Olegario                               | Szokol Péter                                    |
| Beatriz Moreno      | Dominga Herrera de Otero                       | Rátonyi Hajni                                   |
| Horacio Pancheri    | Renato Ballesteros                             | Baráth István                                   |
| Yolanda Ventura     | Irma de Lagos                                  | Kiss Erika                                      |
| Marco Uriel         | Uriel Lagos                                    | Németh Gábor                                    |
| Arlette Pacheco     | Viviana Simoneta Saavedra Vda. de Otero        |                                                 |
| René Strickler      | Raymundo Alcocer                               | Sótonyi Gábor                                   |
| Fernando Cermeño    | Joaquín Juan Carlos Nava                       | Gubányi György István                           |
| José Carlos Farrera | Abelardo Lagos                                 | Renácz Zoltán                                   |
| Fernanda López      | María de los Ángeles "Mary" Lagos              | Kardos Eszter                                   |
| Diego de Erice      | Tomás Garcés                                   | Nikas Dániel                                    |
| Sandra Kai          | Silvia Cadena                                  | Lipcsey-Colini Borbála                          |
| Jaume Mateu         | Patricio "Pato" Morán                          | Moser Károly                                    |
| Regina Rojas        | Flavia de Mansilla                             | Czirják Csilla                                  |
| Sergio Jurado       | parancsnok                                     | Kapácsy Miklós                                  |
| Aarón Hernán        | Sixto atya                                     | Konter László                                   |

### Magyar változat
- Magyar szöveg: Jeszenszky Márton, Kovács Anna, Kwaysser Erika, Oláh Petra
- Hangmérnök: Árvai Csaba, Kelemen Tamás, Pataki Ádám, Solti Ferenc
- Gyártásvezető: Boskó Andrea
- Szinkronrendező: Csoma Ferenc
- Produkciós vezető: Kovács Anita

A szinkront a Pannonia Sound System készítette.